# 羅斯穆爾 (新澤西州)
羅斯穆爾（英語：Rossmoor）是位於美國新澤西州米德爾塞克斯縣的普查規定居民點。

## 人口
根據2020年美國人口普查的數據，羅斯穆爾的面積為1.77平方千米，當中陸地面積為1.75平方千米，而水域面積為0.02平方千米。當地共有人口2992人，而人口密度為每平方千米1,690.4人。